# Johannes Jakob
Johannes Jakob (Trogen, 29 januari 1804 - aldaar, 17 augustus 1868) was een Zwitserse politicus voor de radicalen uit het kanton Appenzell Ausserrhoden. Hij zetelde van april tot oktober 1849 in de Kantonsraad.

## Biografie
Johannes Jakob werd op jonge leeftijd weeskind. Van 1842 tot 1844 en van 1855 tot 1857 was hij burgemeester van zijn geboorteplaats Trogen. In zijn kanton Appenzell Ausserrhoden bekleedde hij diverse functies. Hij was er tevens kantonnaal rechter van 1859 tot 1865.
Hij zetelde van april tot oktober 1849 in de Kantonsraad.